# Николаевская областная универсальная научная библиотека
Никола́евская областна́я универса́льная нау́чная библиоте́ка (НОУНБ, укр. Миколаївська обласна універсальна наукова бібліотека, МОУНБ) — региональная библиотека Николаевской области, крупнейшая библиотека региона. Открыта в 1881 году как общественная библиотека, в 1920 году переименована в Николаевскую центральную библиотеку, в 1938 году получила статус областной библиотеки. В 1968—2018 годах носила имя А. М. Гмырёва — активного деятеля Революции 1905—1907 годов, революционного поэта.

## История
29 октября (10 ноября) 1881 года министром внутренних дел князем П. А. Вяземским был утверждён проект устава Николаевской общественной библиотеки, основанной «с целью доставления жителям г. Николаева и его окрестностей возможно большего облегчения в деле самообразования». 28 января (9 февраля) 1882 года была открыта бесплатная читальня в помещении библиотеки, арендованном в доме Йешке на пересечении Спасской и Молдаванской улиц. При возможности брать книги на дом читатели платили 5 рублей в год или 50 копеек в месяц; городская управа выделяла на содержание библиотеки ежегодно 1000 рублей. Первым главой библиотеки был избран городской голова М. Паризо, первым библиотекарем назначена вдова дворянина М. К. Арсеньева. Уже в феврале 1882 года библиотеку ежедневно посещали около 120 человек, несмотря на то что в её фонде были только газеты и журналы. В декабре 1893 года на пересечении Спасской и Рождественской улиц было отведено место для строительства нового помещения библиотеки, а с 1894 года она находилась в собственном помещении по улице Спасская, 56 (до 1964 года).
13 декабря 1920 года на базе общественной библиотеки была образована Николаевская центральная библиотека, находившаяся в ведении Губнаробраза, 1938 году она была переименована в областную библиотеку для взрослых.
Во время нацистской оккупации Николаева библиотека продолжала работать, её штат состоял из 14 человек. По требованию оккупантов из книжного фонда была изъята социально-экономическая литература советских авторов, литература на еврейском языке и произведения авторов-евреев; вместо этого был сформирован отдел из книг на украинском языке (в том числе издательств «Година» и «Рух»), ранее снятых с полок, и произведений писателей с националистическим уклоном. Стараниями работников библиотеки была собрана литература из разгромленных нацистами библиотек города, рассортировано по штампам учреждений и размещено в книгохранилище. Во время оккупации библиотеку посетили более 6 тыс. читателей.
После освобождения города 28 марта 1944 года библиотека стала работать активнее, на конец года её штат насчитывал 24 работника, в течение года было проведено 12 лекций, организовано 17 книжных выставок.
В 1947 году был организован межбиблиотечный абонемент (МБА), начата работа по краеведению, при библиотеке работали литературные и рецензентские кружки. В 1948 году утверждено «Положение об областной библиотеке», в соответствии с которым она осуществляла организационно-методическое руководство массовыми библиотеками области.
В 1959 году библиотека бесплатно получала несколько партий литературы из обменных фондов Одесской государственной научной библиотеки им. Горького, Одесской и Херсонской областных библиотек; закуплено партию художественной литературы на немецком, польском, французском и английской языках.
19 сентября 1964 года состоялось торжественное открытие библиотеки в новом помещении в здании кинотеатра «Родина» по улице Московской, 9.
8 января 1967 года решением исполкома Николаевского областного Совета депутатов трудящихся библиотеке было присвоено имя А. М. Гмырёва.
В 1987 году появились новые формы работы с читателями: литературно-музыкальная гостиная (на базе отдела искусств), творческие встречи с писателями Николаевщины, участие в работе местного литературного кафе «Парус».

## Структура библиотеки
- Отдел маркетинга и библиотечной статистики
- Отдел документов по гуманитарным наукам
- Отдел научно-исследовательской работы с редкими и ценными изданиями
- Отдел документов производственного и естественно-научного профиля
- Отдел документов по вопросам сельского хозяйства
- Центр компьютерных технологий
- Отдел документов и научных исследований по вопросам краеведения
- Сектор межбиблиотечного абонемента
- Отдел научной информации и библиографии
- Отдел документов на иностранных языках
- Отдел документов по вопросам культуры и искусств
- Отдел научно-методической работы и инноваций в библиотечной отрасли

## Фонды библиотеки
На 2011 год объём фонда НОУНБ составлял 2,4 млн. единиц хранения. В состав фонда входило 500 тыс. книг, 230 тыс. номеров журналов и годовых комплектов газет на русском, украинском и иностранных языках, постоянно хранящихся в фонде библиотеки со дня выхода в свет, 33 тыс. нот, 9 тыс. грамзаписей, 1,5 млн описаний изобретений и авторских свидетельств (патентов) с 1937 по 1992 годы, CD-ROM, в том числе постоянно обновляющиеся «Базы данных ВИНИТИ» с 1998 года и «Законодательство Украины». Ежегодно библиотека получает 520 номеров журналов, 100 наименований газет и 80 наименований периодических изданий, выходящих на территории Николаева и Николаевской области.